# Jinhu (Kinmen)
Jinhu (chinesisch 金湖鎮, Pinyin Jīnhú zhèn, Min Nan: Kim-ô͘-tìn) ist eine Stadtgemeinde des Landkreises Kinmen in der Republik China (Taiwan).

## Lage und Beschreibung

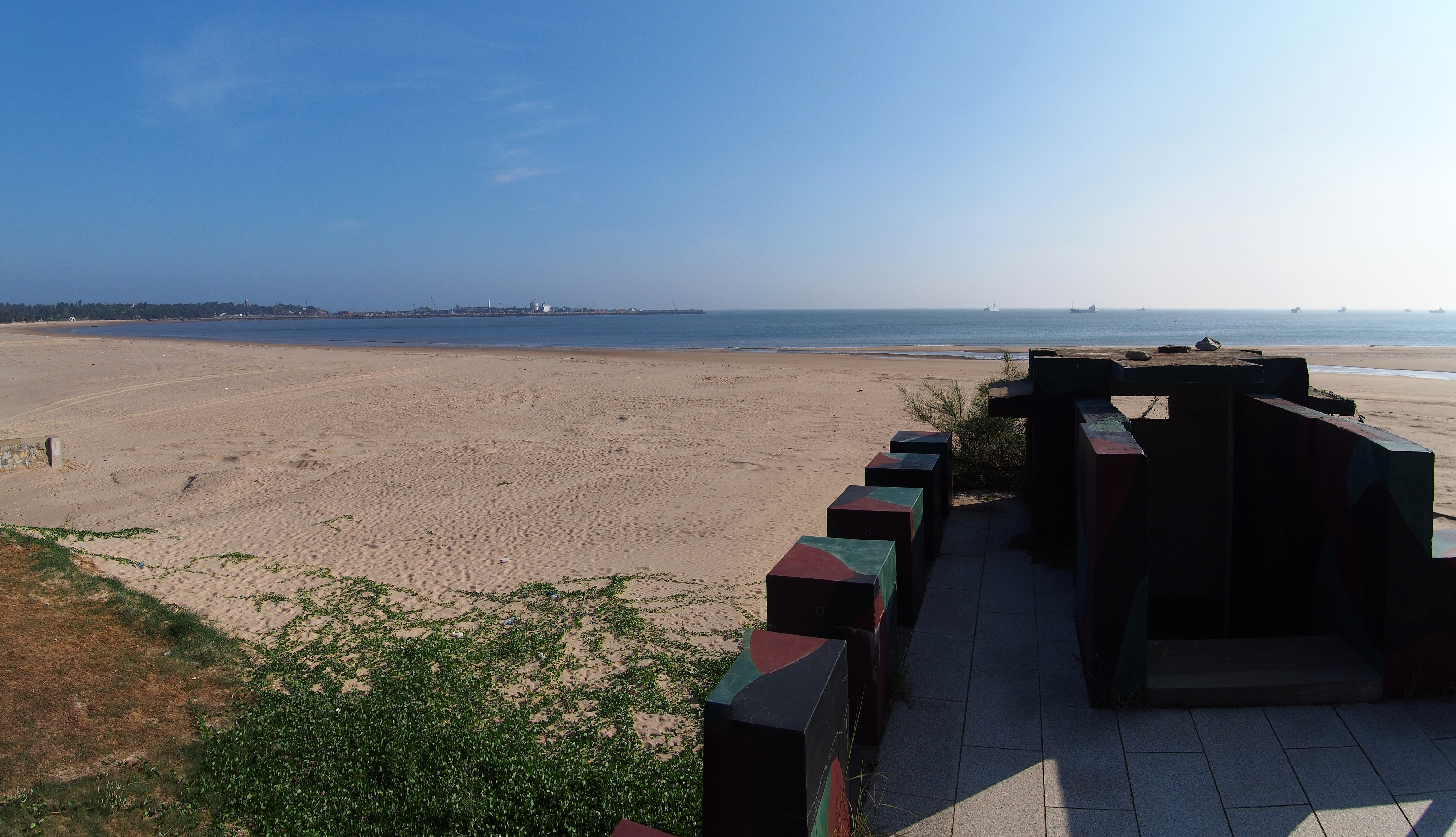
Blick auf den Strand bei Liaoluo

Die Gemeinde Jinhu befindet sich auf der Insel (Groß-)Kinmen am westlichen Rand der Taiwanstraße vor der Küste der chinesischen Hafenstadt Xiamen. Jinhu liegt im Südosten der Insel, seine Nachbarn sind Jinning im Westen und Jinsha im Norden. Zum Verwaltungsgebiet Jinhus gehören einige kleine Inseln, darunter Beidingdao im Osten und das 27 km südwestlich von Kinmen gelegene Dongdingdao, der südlichste Punkt des Landkreises Kinmen.
In Jinhu liegen vier Stauseen, die eine wichtige Rolle bei der Trinkwasserversorgung Kinmens spielen. Der größte ist der See Taihu (太湖) im Zentrum. Der hiesige Berg Taiwu (太武山) ist mit 253 m der höchste Punkt Kinmens. Hier entspringt der Fluss Shanwai (山外溪), der südwärts und nach etwa 5 km bei Liaoluo ins Meer fließt.
Im Jahr 2024 lebten in Jinhu etwa 31.000 Menschen. Damit hatte sich die Einwohnerzahl seit 1986 (circa 8000) fast vervierfacht.

## Geschichte

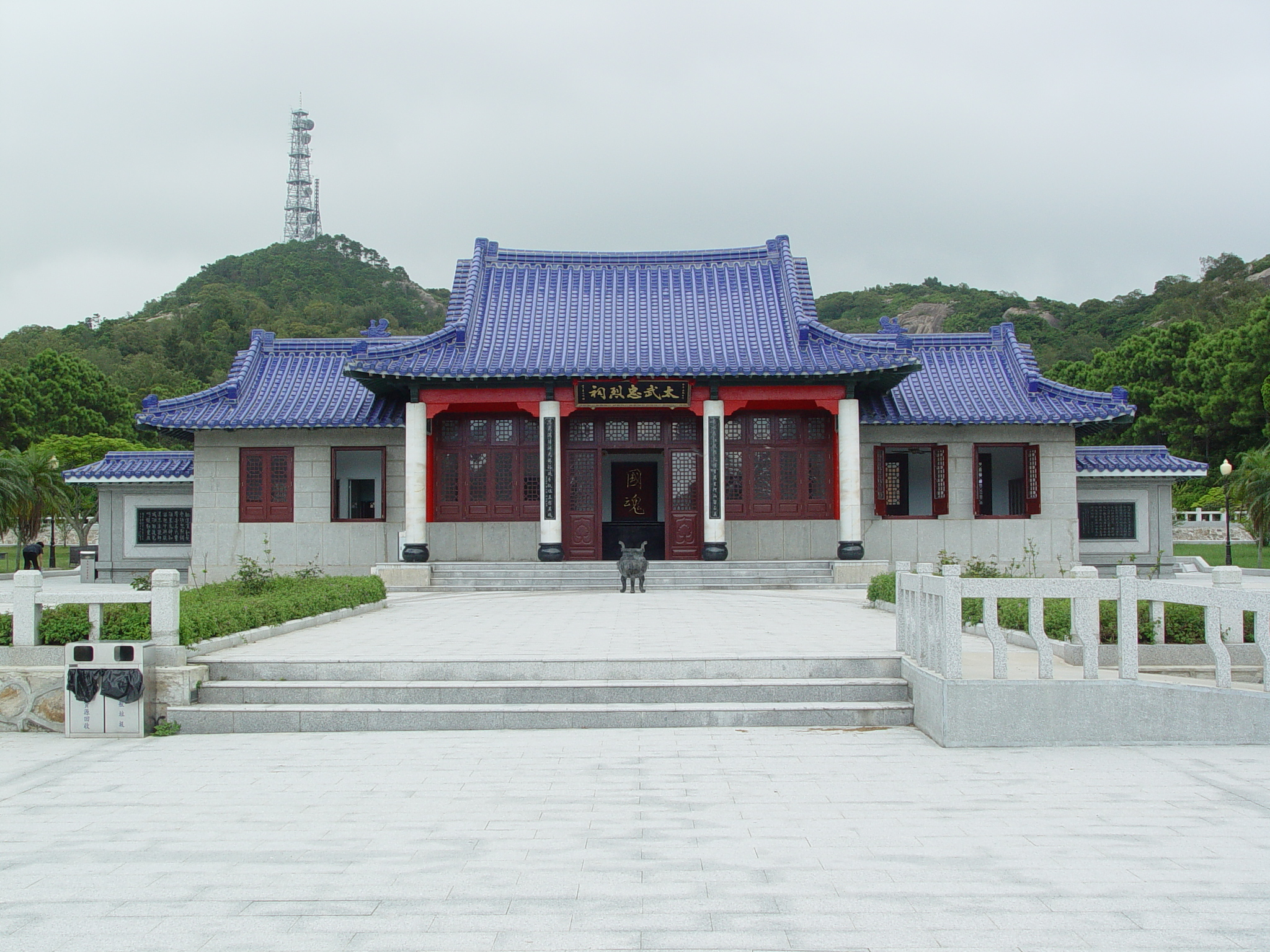
Märtyrerschrein für Gefallene der Armee (太武忠烈祠) am Taiwu-Berg

Wie archäologische Funde zeigten, war Jinhu wie auch ganz Kinmen schon in prähistorischer Zeit von Menschen besiedelt. Anfang des 13. Jahrhunderts wurde Jinhus Hafen Liaoluo erstmals schriftlich erwähnt.
Die Bucht von Liaoluo im Süden Jinhus, jahrhundertelang Kinmens wichtigster Hafen, war im Jahr 1633 Schauplatz einer Seeschlacht zwischen einer Flotte des Ming-Kaiserreichs und der Niederländischen Ostindien-Kompanie, die mit einem chinesischen Sieg endete. 
Nach dem Ende des Chinesischen Bürgerkriegs lag Kinmen an der Frontlinie zwischen der Volksrepublik und der Republik China und stand von 1949 bis 1992 als Kriegsgebiet unter militärischer Verwaltung. Ein Teil des heutigen Jinhu bildete zunächst die Landgemeinde Canghu (滄湖), die 1951 in Jinhu umbenannt wurde und 1957 von einer Landgemeinde zu einer Stadtgemeinde hochgestuft wurde.
Während der Zweiten Taiwanstraßenkrise kam es im Jahr 1958 vor Liaoluo zu einem Gefecht der Seestreitkräfte der Republik und der Volksrepublik China. Kriegsrecht und Militärverwaltung Kinmens wurden 1992 aufgehoben.

## Verkehr und Wirtschaft

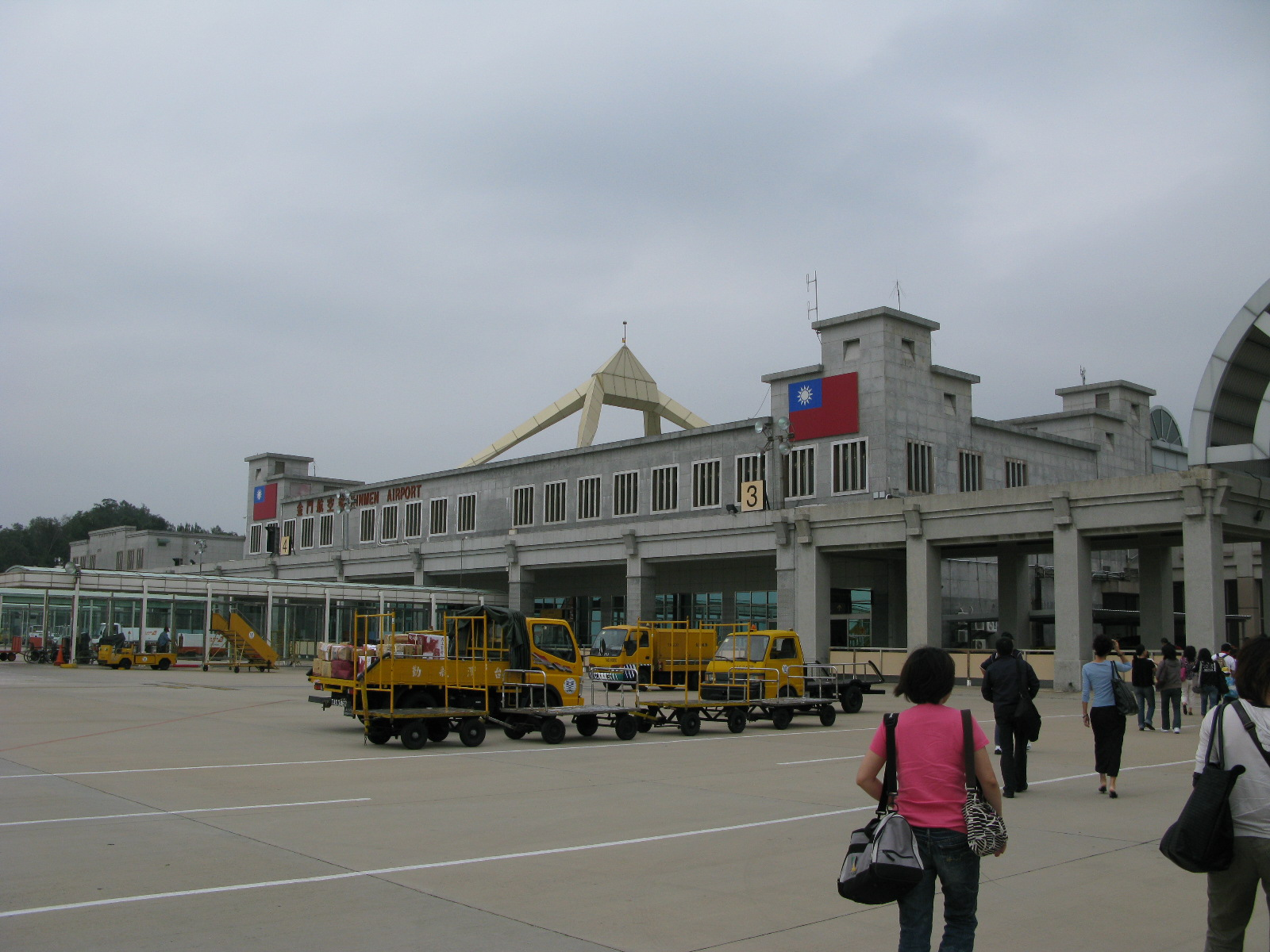
Der Flughafen Kinmen

Vor der Eröffnung des Shuitou-Hafens (水頭馬頭) in Jincheng war der natürliche Hafen in der Liaoluo-Bucht (料羅灣 Liaoluowan) im Süden Jinhus Kinmens wichtigstes Tor zur Außenwelt. Jahrzehntelang hauptsächlich militärisch genutzt, ist die Bucht heute in erster Linie ein Handelshafen.
Im Westen Jinhus befindet sich der Flughafen Kinmen (金門機場, auch 尚義機場 Shangyi Jichang), von dem es täglich mehrere Flüge nach Taiwan gibt, u. a. nach Taipeh, Taichung und Kaohsiung.
Unweit des Flughafens liegt das größte Einkaufszentrum Kinmens, die Wind Lion Plaza (風獅爺商店街 Fengshiye Shangdianjie).
Der Tourismus hat heute Landwirtschaft und Fischerei als Hauptwirtschaftsfaktor abgelöst. Neben der Natur ziehen vor allem historische Zeugnisse aus der Zeit der militärischen Konflikte des 20. Jahrhunderts die Besucher an.
Jinhu ist bekannt für seine 1963 gegründete Töpferei, die Keramik aus örtlicher Tonerde herstellt, u. a. Krüge für den Schnaps Kaoliang, Kinmens bekannteste Spezialität.

## Kultur und Sehenswürdigkeiten

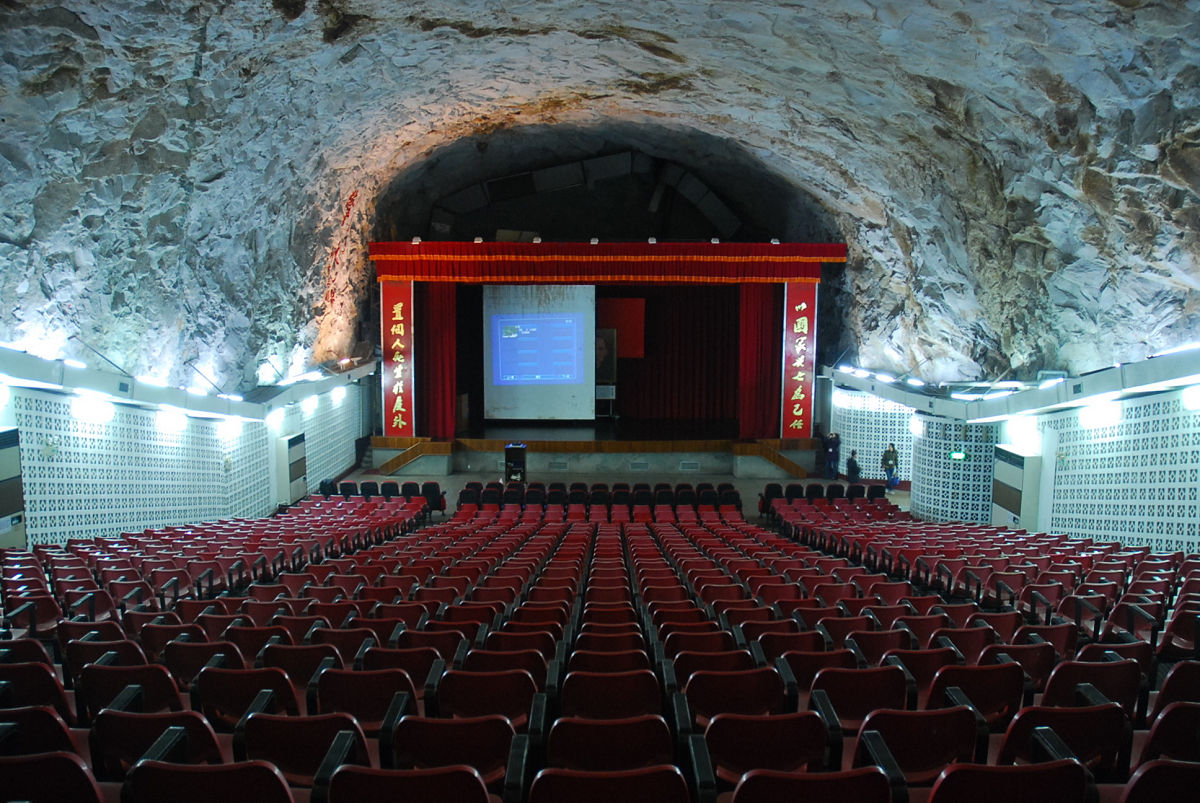
Die Halle Qingtianting

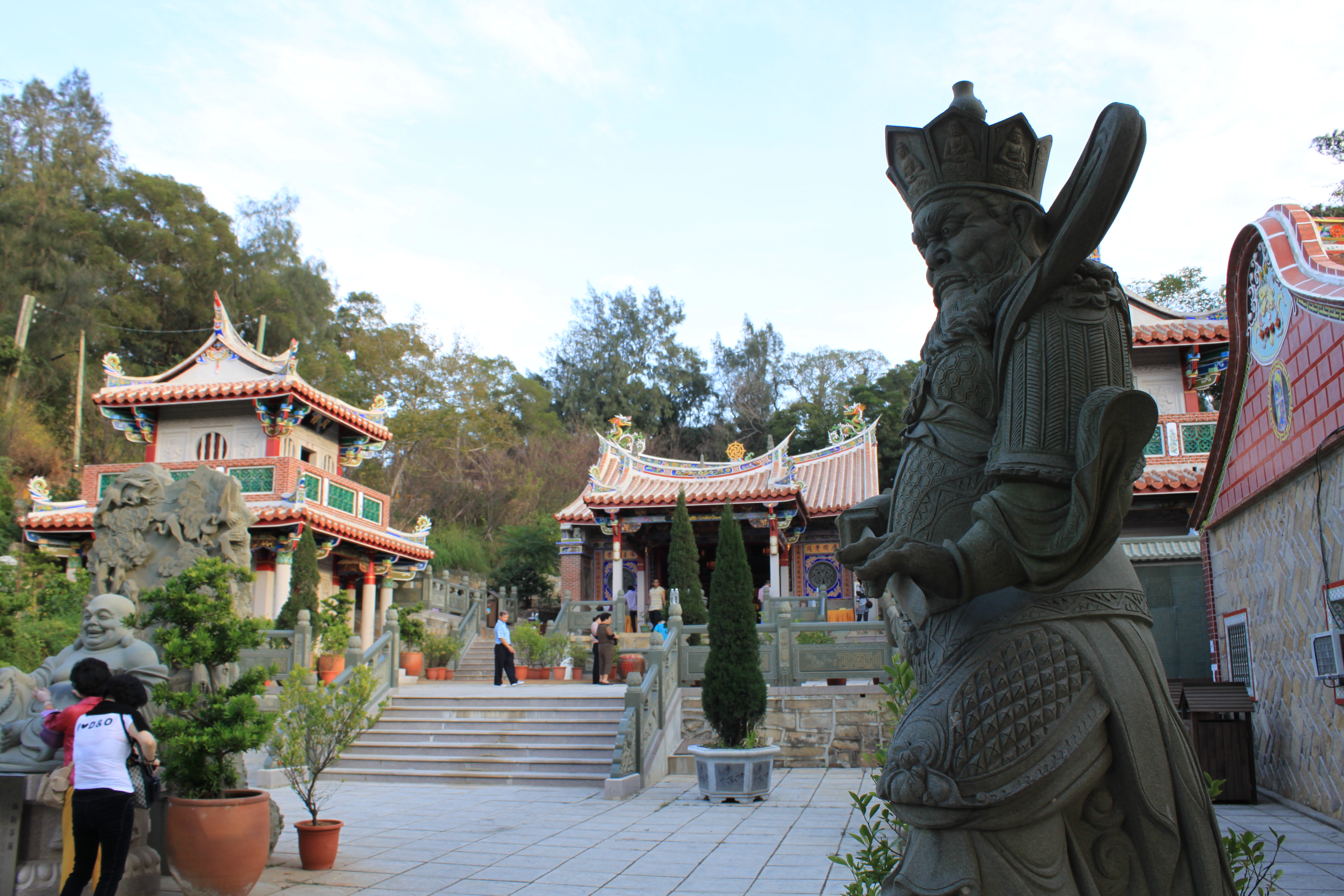
Im Haiyin Si

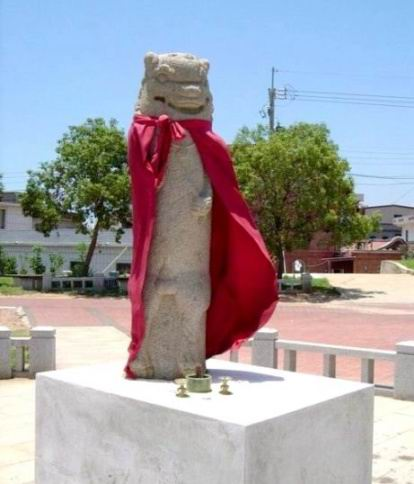
Windlöwe in Jinhu

Viele Sehenswürdigkeiten Jinhus sind durch die militärische Bedeutung und Geschichte Kinmens bedingt. Zwei Armeetunnel sind heute der Öffentlichkeit zugänglich: der 1355 m lange Qionglin-Tunnel (瓊林戰鬥坑道) und der 560 m lange Chenggong-Tunnel (成功海防坑道). Mit den Tunneln verbunden ist die Qingtianting (擎天廳), eine unterirdische Halle, die Anfang der 1960er Jahre mithilfe von Dynamit in das Granitgestein des Taiwu-Bergs gesprengt und gemeißelt wurde. Sie diente ursprünglich militärischen Zwecken und wird heute als Veranstaltungsort für bis zu 1000 Besucher genutzt.
Das August 23 Artillery Battle Museum (八二三戰史館 Baersan Zhanshi Guan) erinnert an den Beschuss Kinmens durch die Volksbefreiungsarmee im Jahr 1958 (Zweite Taiwanstraßenkrise).
Die Naturschönheiten Jinhus sind durch Wanderwege erschlossen, wie zum Beispiel der Berg Taiwu, auf dessen Gipfel man die in Stein gemeißelte Kopie eines von Chiang Kai-shek geschriebenen Mottos bezüglich der Rückeroberung Chinas bewundern kann. Ebenfalls auf dem Taiwu befindet sich der älteste buddhistische Tempel Kinmens, der Haiyin Si (海印寺), dessen Geschichte bis ins 13. Jahrhundert zurückreicht und der Guanyin gewidmet ist. Das Heiligtum wurde während des Bombardements im Jahr 1958 schwer beschädigt und erhielt sein heutiges Äußeres im Jahr 1960. Eine besondere Attraktion ist sein Garten, in dem sich 32 buddhistische Skulpturen befinden.
An verschiedenen Orten Jinhus stehen steinerne Windlöwen (風獅爺 Fengshiye), traditionelle Glücksbringer der Region. Beliebt sind heute auch die Strände an der Südküste der Gemeinde.
Im Jahr 2012 gehörten 1208,9 ha des Gemeindegebiets zum Kinmen-Nationalpark.